# Viktorijini slapovi
Viktorijini slapovi (tudi Mosi-oa-Tunya) so slapovi na reki Zambezi, na meji med Zambijo in Zimbabvejem. Slapovi so široki približno 1,7 km in visoki 108 m. Posebnost slapov se kaže zaradi ozke kotanjaste razpoke, kamor pada voda.
Škotski raziskovalec David Livingstone je slapove obiskal leta 1855 in jih poimenoval po kraljici Viktoriji, čeprav so jih domačini pred tem že poimenovali z izrazom Mosi-oa-Tunya, »dim, ki grmi«. Slapovi so razdeljeni med dva narodna parka: zambijski Narodni park Mosi-oa-Tunya in Narodni park Viktorijinih slapov države Zimbabve. So ena glavnih turističnih atrakcij južne Afrike in uvrščeni med naravne spomenike svetovne dediščine (UNESCO).
Viktorijini slapovi so tako po pretoku vode kot po obsegu mnogo večji kot severnoameriški Niagarski slapovi. Edini tekmec so jim južnoameriški Iguasujski slapovi, ki pa so razdeljeni v 270 (relativno) majhnih slapov. Viktorijini slapovi so glede na značilnost, da voda pada v eni sami kontinuirani vodni zavesi, največji slapovi v svetovnem merilu.

## Poimenovanje
David Livingstone, škotski misijonar in raziskovalec je verjel, da je bil prvi Evropejec, ki je 16. novembra 1855 videl Viktorijine slapove iz kraja, ki je zdaj znan kot Livingstonov otok, ki je ena od dveh kopenskih enot v sredini reke, takoj gorvodno od slapa na zambijski strani. Livingstone je poimenoval svoje odkritje v čast kraljici Viktoriji, avtohtono ime Mosi-oa-Tunya (dim, ki grmi) pa je tudi v skupni rabi. V bližini je Nacionalni park v Zambiji, ki se imenuje Mosi-oa-Tunya, saj se narodni park in mesto na zimbabvejski obali oba imenujeta Victoria Falls. Unescov seznam svetovne dediščine uradno priznava tako ime.
Leta 2013 je vlada Zimbabveja razglasila svojo namero, da bo uradno preimenovala slap Mosi-oa-Tunya, vse v smislu kontinuitete z drugimi preimenovanji kot Harare (prej Salisbury) in Zimbabve (prej Rodezija).

## Velikost
Medtem ko ni niti največji niti najširši slap na svetu, je razvrščen kot največji na podlagi svoje širine 1.708  metrov in višine 108 metrov, kar je največja dimenzija slapu na svetu. Viktorijini slapovi so približno dvakrat višji od Niagarskih slapov v Severni Ameriki in tudi več kot dvakrat širši od podkvastega dela Niagarskih slapov. V višino in širino se lahko merijo le z argentinsko brazilskimi Iguasujskimi slapovi. Oglejte si tabelo za primerjavo v nadaljevanju.
Na precejšnji razdalji gorvodno od slapov, reka Zambezi teče preko ravninskega bazalta v plitvi dolini, ki jo omejujejo nizki in oddaljeni peščenjakovi hribi. Rečni tok je poln številnih z drevesi pokritih otokov, katerih število se povečuje bolj kot se reka približuje slapovom. Tukaj ni gora, brežin ali globokih dolin; samo raven plato se razteza sto kilometrov na vse strani.
Slapovi padajo ob navpični steni, v polni širini reke, v eni višinski razliki v prečno brezno široko 1708 metrov, ki ga je vklesala voda vzdolž območja preloma v bazaltni planoti. Globina brezna, ki se imenuje prva soteska, se giblje od 80 metrov na zahodnem koncu do 108 metrov v centru. Edini izhod prve soteske je 110 metrov široka reža približno na dveh tretjinah poti čez širino slapa na zahodnem koncu, prek katerega se celotna količina reke izliva v sotesko Viktorijinih slapov.
Na vrhu slapov obstajata dva otoka, ki sta dovolj velika, da razdelita zaveso vode tudi pri polni poplavi: otok Boaruka (ali Kataraktov otok) v bližini zahodnega brega in Livingstonov otok v bližini sredine - točke, iz katere je Livingstone prvič zagledal slapove. Pri nižjem vodostaju dodatni otočki razdelijo zaveso vode v ločene vzporedne tokove. Glavni tokovi so poimenovani (iz Zimbabveja (zahodno) v Zambijo (vzhodno): Hudičev katarakt (imenovan tudi Leaping Water), Glavni slapovi, Mavrični slapovi (najvišji) in Vzhodni katarakt.
Reka Zambezi, gorvodno od slapov, doživlja deževno sezono od konca novembra do začetka aprila, ter suho sezono v preostalem delu leta. Letna sezona poplav reke je od februarja do maja z viškom v aprilu, ko se pršenje slapov navadno dvigne do višine več kot 400 metrov in je včasih celo dvakrat višje in je vidno do 48 km stran. Ob polni luni lahko v pršcu vidimo "moonbow" (mavrico). V sezoni pred poplavami je nemogoče videti vznožje slapov, saj je večina njihovega pročelja, in sprehod ob steni nasproti njega v nenehnem pršenju in zavito v meglice. Blizu roba klifa se pršenje dviga kot je obrnjen dež, še posebej na mostu Knife-Edge v Zambiji.
Ko se začne suha sezona, otočki na grebenu postanejo širši in številnejši, med septembrom in januarjem do polovice skalnato pročelje slapov lahko postane suho tako, da je mogoče videti dno prve soteske v večini njene dolžine. V tem času je možno (čeprav ne nujno varno), hoditi po nekaterih odsekih reke na grebenu. Možno je tudi, da se pride na dno Prve soteske na zimbabvejski strani. Minimalni pretok, ki se pojavi v novembru, je okoli desetine tistega v aprilu. To nihanje pretoka je večje od drugih velikih slapov, zato je letno povprečje pretoka Viktorijinih slapov nižje, kot bi bilo pričakovati na podlagi največjega pretoka.

## Soteska
Celoten obseg reke Zambezi se prelije skozi 110 metrov široko Prvo sotesko z izstopom na razdalji približno 150 metrov, nato pa reka teče skozi niz cik-cak potekajočih sotesk. Ko reka vstopi v Drugo sotesko, naredi oster desni ovinek, kjer je izklesala globok bazen, ki se imenuje Boiling Pot ("kotel v katerem vre"). Dosegljiv je preko strme pešpoti iz zambijske strani in je širok približno 150 metrov. Njegova površina je gladka ob nizki vodi, ob visoki vodi pa nastanejo ogromni, počasni vrtinci in močne turbulence. Razni predmeti in ljudje, ki padejo čez rob, občasno tudi povodni konj ali krokodil, se pogosto pojavi v vrtincu ali ga naplavi na severovzhodnem koncu Druge soteske. Tukaj so leta 1910 našli trupla ge Moss in gospoda Orcharda, poškodovana od krokodilov, ko so dva kanuja prevrnili povodni konj, ki je padel v slap na Long Islandu.
Glavne soteske so:
- Prva soteska: tista, ko reka pade vanjo pri Viktorijinih slapovih
- Druga Soteska: (čeznjo je speljan most Victoria Falls), 250 m južno od slapov, 2,15 km dolga
- Tretja soteska: 600 m južno, 1,95 km dolga, ki vsebuje elektrarno Victoria Falls.
- Četrta soteska: 1,15 km južno, dolga 2,25 km
- Peta soteska: 2,55 km južno, 3,2 km dolga
- Soteska Songwe: 5,3 km južno, 3,3 km dolga, poimenovana po mali reki Songwe, ki prihaja iz severovzhoda in je najgloblja s 140 m; med mokro in suho sezono se višina do gladine vode razlikuje do 20 metrov.

## Oblikovanje
Nedavno geološko zgodovino Viktorijinih slapov je mogoče videti v obliki korit pod slapovi. Bazaltna planota na kjer teče zgornji tok reke Zambezi ima številne velike razpoke, napolnjene s šibkejšim peščenjakom. Na področju sedanjega slapu največje razpoke tečejo približno od vzhoda proti zahoda (nekaj skoraj od severovzhoda proti jugozahodu), z manjšimi razpokami sever-jug, ki jih povezujejo.
Vsaj 100.000 let so se slapovi umikali proti toku skozi sotesko Batoka in spodkopavali s peščenjakom napolnjene razpoke in oblikovali soteske. Seveda je reka v bližini slapov tekla je od severa proti jugu, tako da je naredila velike razpoke vzhod-zahod po celotni širini, potem tekla nazaj skozi kratko razpoko sever-jug na naslednjo vzhod-zahod. Reka je padala v različnih obdobjih v različna brezna, ki zdaj tvorijo serijo močno cik-cak korito dolvodno od slapov.
Razen nekaterih suhih odsekov, od Druge do Pete in Songwe soteske vsaka predstavlja preteklo mesto slapov do časa, kjer so zdaj. Njihove velikosti kažejo, da niso doživele starosti najširšega slapa.
Slapovi so že začeli rezanje naslednje velike soteske, pri na eni strani globokem "Hudičevem kataraktu" (znan tudi kot "skakajoča voda"). To ni sicer ni razpoka sever-jug, ampak veliko bolj vzhodno-severovzhodna linija šibkosti, kjer se bo sčasoma oblikovala naslednja polna širina slapov.

## Predkolonialna zgodovina
Arheološka najdišča okolice slapov so dala kamnite artefakte izpred 3 milijonov let iz časa Homo habilisa, orodje izpred 50.000 let iz srednje kamene dobe in orožje, nakit in orodja za kopanje iz pozne kamene dobe (pred 10.000 in 2.000 let). Kojsanski lovci in nabiralci, ljudje iz te kamene dobe so uporabljali železne predmete in izpodrinili Bantujce plemena kot so južna Tonga ljudstva, znana kot Batoka / Tokalea, ki so imenovala slapove Shungu na mutitima. Ljudstvo Ndebele, kasnejši prišleki, so jih poimenovali aManz' aThunqayo in ljudstva Tswana in Makololo (čigar jezik uporabljajo ljudje Lozi), so jih imenovali Mosi-o-Tunya. Vsa ta imena v bistvu pomenijo »dim, ki grmi«.
Zemljevid iz okoli leta 1750, ki gaje narisal Jacques Nicolas Bellin za duhovnika Antoina Françoisa Prevosta d'Exilesa, kaže slapove kot "katarakte" in označuje naselje na severu Zambezija kot prijazno Portugalcem v tistem času. Še prej je karta južne Afrike Nicolasa de Fera iz leta 1715 slapove jasno označila v pravilnem položaju. Prav tako je prepredena z linijami, ki označujejo trgovske poti, katerim je sledil David Livingstone 140 let kasneje.
Prvi Evropejec, ki je videl slapove, je bil David Livingstone 17. novembra 1855, v času njegovega potovanja (1852-56) od zgornjega Zambezija do izliva reke. Slapovi so bili dobro znani lokalnim plemenom in pionirskim lovcem, ki so bili znani med njimi. Evropejci so bili skeptični glede njihovih poročil, saj so misli, da zaradi odsotnosti gora in dolin na planoti niso mogli nastati veliki slapovi.
Livingstone je povedal o slapovih še preden jih je dosegel ob reki, čez katero je veslal na majhen otok, ki zdaj nosi ime Livingstone Island v Zambiji. Navdušili so ga že slapovi Ngonye na zgornjem toku, vendar so bili na novo odkriti slapovi veliko bolj impresivni in jim dal angleško ime v čast kraljici Viktoriji. Slapove je opisal, "Nihče si ne more zamisliti lepote pogleda nobeni priči v Angliji Tega ni bilo nikoli prej videti v evropskih očeh;.. prizori so tako lepi, da so jih morali zreti angeli na svojih letih".
Leta 1860 se je Livingstone vrnil na to področje in naredil podrobno študijo slapov skupaj s Johnom Kirkom. Drugi zgodnji evropski obiskovalci so bili portugalski raziskovalec Serpa Pinto, češki raziskovalec Emil Holub, ki je naredil prvi podroben načrt slapov in njegove okolice leta 1875 (objavljeno leta 1880), in britanski umetnik Thomas Baines, ki je naredli nekaj slik slapov. Dokler območje ni bilo odprto z izgradnjo železnice leta 1905, so slapove le redko obiskali drugi Evropejci. Mnogi pisatelji še vedno verjamejo, da je bil portugalski duhovnik Gonçalo da Silveira prvi Evropejec, ki je videl slapove že v sedemnajstem stoletju.

## Zgodovina po 1900

### Most Victoria Falls
Evropsko naselje na območju Viktorijinih slapov je nastalo okoli leta 1900 kot odgovor na željo Cecila Rhodesa British South Africa Company, ki je imela rudarske pravice in imperialno oblast severno od Zambezija, za izkoriščanje drugih naravnih virov, kot so les severovzhodno od slapov in slonovino ter živalske kože. Pred 1905 so reko prečkali nad slapovi na Old Drift, na drevaku ali barki vlečni čez z jeklenico. [11] Rodesova vizija železnice Cape-Kairo je dala načrt za prvi most čez Zambezi. Vztrajal je, da ga je treba zgraditi tam, kjer bi pršec slapov padal na mimovozeči vlak, tako da je bilo izbrano mesto nad Drugo sotesko. Od leta 1905 je železnica ponujala dostopna potovanja iz Capa na jugu in od leta 1909 iz Belgijskega Konga na severu. Leta 1904 je bil odprt hotel Viktorijini slapovi za sprejem gostov, ki so prihajali z novo železnico. Slapovi so postali bolj priljubljena atrakcija v času britanske kolonialne vladavine v Severni Rodeziji (Zambija) in Južni Rodeziji (Zimbabve), mesto Viktorijini slapovi pa je postalo glavni turistični center.

### Zambijska osvoboditev in Rodezijska državljanska vojna
Leta 1964 je Severna Rodezija postala neodvisna država Zambija. Naslednje leto je Rodezija enostransko razglasila neodvisnost. Te Zambija, Združeno kraljestvo, niti večina držav ni priznala, kar je povzročilo sankcije Združenih narodov. V odgovor na nastajajočo krizo, je letu 1966 Zambija omejila ali zaprla mejne prehode in jih ponovno odprla do 1980. Na južni strani Zambezija se je leta 1972 začelo gverilsko bojevanje: Rodezijska državljanska vojna. Število obiskovalcev se je zmanjševalo, zlasti na strani Rodezije. Vojna je prizadela Zambijo z vojaškimi vdori, zaradi česar je slednja uvedla varnostne ukrepe, vključno z nameščanjem vojakov, da se omeji dostop do soteske in nekaterih delov slapov.
Zimbabveju je bila mednarodno priznana neodvisnost leta 1980 kar je prineslo mir. Obnovila se je raven turizma in razvoj regije kot središče za adrenalinske športe. Aktivnosti, ki so pridobile na popularnosti v področju so rafting v soteskah, skoki z mosta, ribolov, jahanje, vožnja s kajaki in leti nad slapovi. 

### Turizem v zadnjih letih
Do konca leta 1990 je skoraj 300.000 ljudi na leto obiskalo slapove. Za razliko od parkov, imajo Viktorijini slapovi več obiskovalcev domačinov, kot tujih turistov; atrakcija je dostopna z avtobusom in vlakom in je zato razmeroma poceni.
Obe državi dovolita turistom enodnevne izlete iz vsake strani, vizum je mogoče dobiti na obeh mejnih prehodih. Stroški se razlikujejo od US $ 45 US $ 80 (podatki 1. decembra 2013). Obiskovalci z vizumi so morali kupiti vizo vsakič, ko so prečkali mejo. Pogoste spremembe predpisov o vizumih pomenijo, da morajo obiskovalci preveriti pravila, preden prečkajo mejo.
Slavna atrakcija je seveda "Fotelj" ali "Hudičev bazen", blizu roba slapov na Livingstone Island na zambijski strani. Ko je tok reke na določeni ravni, običajno med septembrom in decembrom, skalna pregrada tvori vrtinec z minimalnim tokom, ki omogoča pustolovskim plavalcem da čofotajo na relativno varni razdalji nekaj metrov od točke, kjer je rob slapa. Občasno koga potegne tudi čez skalno pregrado.
Število obiskovalcev slapov na zimbabvejski strani je bilo v preteklosti veliko višje od števila obiska na strani Zambije, zaradi večjega razvoja objektov za obiskovalce. Vendar pa je število turistov v Zimbabveju začelo upadati v začetku leta 2000 zaradi politične napetosti med privrženci in nasprotniki predsednika Roberta Mugabeja. Leta 2006 se je zasedenost hotela na zimbabvejski strani gibala na ravni okoli 30%, medtem ko je na zambijski strani v bližnjih zmogljivostih, cena v najboljših hotelih dosegla US $ 630 na noč. Hiter razvoj so spodbudili Združeni narodi z idejo o odvzemu statusa svetovne dediščine slapovom. Poleg vsega je problem odlaganja odpadkov in pomanjkanje učinkovitega upravljanja okolja zaskrbljujoča.

## Zaščita narave

### Narodni parki
Dva narodna parka pri slapovih sta razmeroma majhna: Narodni park Mosi-oa-Tunya je velik 66 kvadratnih kilometrov in Narodni park Victoria Falls je velik 23 kvadratnih kilometrov in je od leta 2013 zaščiten tudi z Ramsarsko konvencijo. Poleg slednjega je na južnem bregu še narodni park Zambezi, ki sega 40 kilometrov zahodno vzdolž reke. Živali se lahko premikajo med dvema parkoma Zimbabveja in lahko dosežejo tudi območje Matetsi Safari Area, narodni park Kazuma Pan in narodni park Hwange na jugu.
Na zambijski strani, ograje in obrobje Livingstone omejujejo večino živali v narodnem parku Mosi-oa-Tunya. Poleg tega ograje, postavljene ob turističnih naseljih zaradi kriminala, tudi omejujejo gibanje živalim.
V letu 2004 je nastala posebna skupina policije, Turistična policija. Ta se pogosto vidi okoli glavnih turističnih območij in jo je mogoče identificirati po njihovih uniformah z rumenimi odsevnimi kombinezoni.

### Rastlinstvo
V območju prevladuje savana z drevjem mopane (Colophospermum mopane), z manjšimi področji dreves miombo (Brachystegia) in gozdovi rodezijskega tika ter savansko grmičevje. Obrečni gozd s palmami leži ob bregovih in na otoki zgornjih slapov. Najbolj pomemben vidik vegetacije tega območja je deževni gozd, negovan s pršenjem slapov, ki vsebuje rastline redke za območje, kot so afzelia  (vrsta mahagonija), ebenovina, palma Phytelephas  (palma slonova kost), divje datljeve palme in številne vzpenjalke in liane. Vegetacija je trpela v zadnjih sušah in tako imajo živali, ki so odvisne od nje, še posebej antilope, težave.

### Živalstvo
Nacionalni parki so bogati z divjimi živalmi, vključno precejšnjo populacijo afriškega savanskega slona (Loxodonta africana), kafrskega bivola (Syncerus caffer), žiraf (Giraffa camelopardalis), grantovih zeber (Equus quagga boehmi) in različnih antilop. Katanga levi (Panthera leo bleyenberghi),  afriški leopardi (Panthera pardus pardus) in južnoafriški gepard (Acinonyx jubatus jubatus), so le občasni gosti. Pogoste so opice zamorska mačka (Chlorocebus pygerythrus) in pavijani. Reka nad slapovi vsebuje velike populacije povodnega konja (Hippopotamus amphibius) in krokodilov. Afriški savanski sloni hodijo čez reko na določenih mejnih območjih v sušnem obdobju.
Antilopa (Oreotragus oreotragus), medarski jazbec (Mellivora capensis), kuščarji in afriška vidra (Aonyx capensis) živijo v soteskah. V glavnem je znanih 35 vrst ptic roparic, med njimi: Sokol (Falco fasciinucha), črni orel (Ictinaetus malaiensis), sokol selec in kanja vrste Buteo augur. Nad slapovi so čaplje, afriški jezerec (Haliaeetus vocifer) in številne vrste vodnih ptic.

### Ribe
V reki živi 39 vrst rib pod slapovi in 89 vrst nad njimi. To kaže na učinkovitost slapov kot vmesne pregrade med zgornjim in spodnjim tokom Zambezija. 

## Podatki
| ‘Dim ki grmi’, deževna doba, 1972 ... in suha doba, september 2003 |                     |                   |                    |
| Velikost in pretok Viktorijinih slapov z Niagarskimi in Iguasujskimi za primerjavo |                     |                   |                    |
| Parametri | Viktorijini slapovi | Niagarski slapovi | Iguasujski slapovi |
| Višina: | 108 m               | 51 m              | 40–90 m            |
| Širina: | 1708 m              | 1203 m            | 2700 m             |
| Pretok: |                     |                   |                    |
| Povprečna letna stopnja pretoka: | 1088 m³/s           | 2407 m³/s         | 1746 m³/s          |
| Povprečni mesečni pretok—max: | 3000 m³/s           |                   |                    |
| — min: | 300 m³/s            |                   |                    |
| — 10 letni max: | 6000 m³/s           |                   |                    |
| Rekordni pretok: | 12.800 m³/s         | 6800 m³/s         | 45.700 m³/s        |
| Opomba: Oglejte si reference za razlago meritev za vodo, kubične metre na sekundo = tone na sekundo Približno polovico vode Niagara preusmeri za hidroelektrarno Iguasu ima 275 slapov odvisno od vodostaja, 19-ih večjih...; Višina je dana za največji padec in celotno višino. 10 slapov ima večje ali enake pretoke, vendar niso tako visoki, kot Iguasujski in Viktoriijini slapovi. |                     |                   |                    |